# جيم موريسون (لاعب كرة قاعدة)
جيم موريسون (بالإنجليزية: Jim Morrison)‏ هو لاعب كرة قاعدة أمريكي، ولد في 23 سبتمبر 1952 في بينساكولا في الولايات المتحدة.

## وصلات خارجية
- جيم موريسون على موقع دوري كرة القاعدة الرئيسي (الإنجليزية)
- جيم موريسون على موقعبيزبول رفرنس.كوم (الدوري الرئيسي) (الإنجليزية)
- جيم موريسون على موقعبيزبول رفرنس.كوم (الدوري الثانوي) (الإنجليزية)
- جيم موريسون على موقع إي إس بي إن.كوم (أم.أل.بي) (الإنجليزية)
- جيم موريسون على موقع مشجعي الرسوم البيانية (الإنجليزية)